# فورست نوكس
فورست نوكس (بالإنجليزية: Forrest Knox)‏ هو سياسي أمريكي، ولد في 17 مارس 1956. حزبياً، نشط في الحزب الجمهوري. وقد انتخب عضو مجلس ولاية كانساس.